# Marta Tana
Marta Tana di Santena da Chieri (Chieri, 1550 – Solferino, 26 settembre 1605) era la dama favorita della regina Elisabetta di Valois e divenne moglie di don Ferrante Gonzaga, primo marchese di Castiglione delle Stiviere il 15 novembre 1566. Fu la madre di san Luigi.

## Biografia
Era figlia del barone Baldassarre Tana signore di Santena e di Anna Della Rovere dei signori di Vinovo, cugina del cardinale Girolamo Della Rovere, arcivescovo di Torino.
Per anni fu impegnata ad attenuare le intemperanze del secondogenito Rodolfo, a favore di cui Luigi il Santo aveva rinunziato al marchesato. Nel 1586, a soli 17 anni, Rodolfo ottenne il feudo di Castiglione delle Stiviere e subito si adoperò per estendere il suo potere su Castel Goffredo e Solferino. Dopo alcuni anni di manovre, doppi giochi e prepotenze (nel 1592 fece assassinare per motivi ereditari a Gambaredolo suo zio Alfonso Gonzaga, marchese di Castel Goffredo), Rodolfo fu assassinato nel 1593 con un colpo di archibugio mentre entrava nella chiesa di Castel Goffredo, che aveva occupato militarmente un anno prima.
Scomunicato per aver falsificato monete pontificie, Rodolfo fu dissepolto dalla chiesa di San Sebastiano a Castiglione e fu posto in un luogo sconsacrato. Solo nel 1599 Marta Tana ottenne dal Papa Gregorio XV la riabilitazione del figlio e l'autorizzazione a una sepoltura cristiana.
In quegli anni di lotte tra i Gonzaga per il potere e il possesso delle proprietà, Marta Tana assume la reggenza del castello di Solferino, in cui trascorre lunghi periodi di riposo e tranquillità.

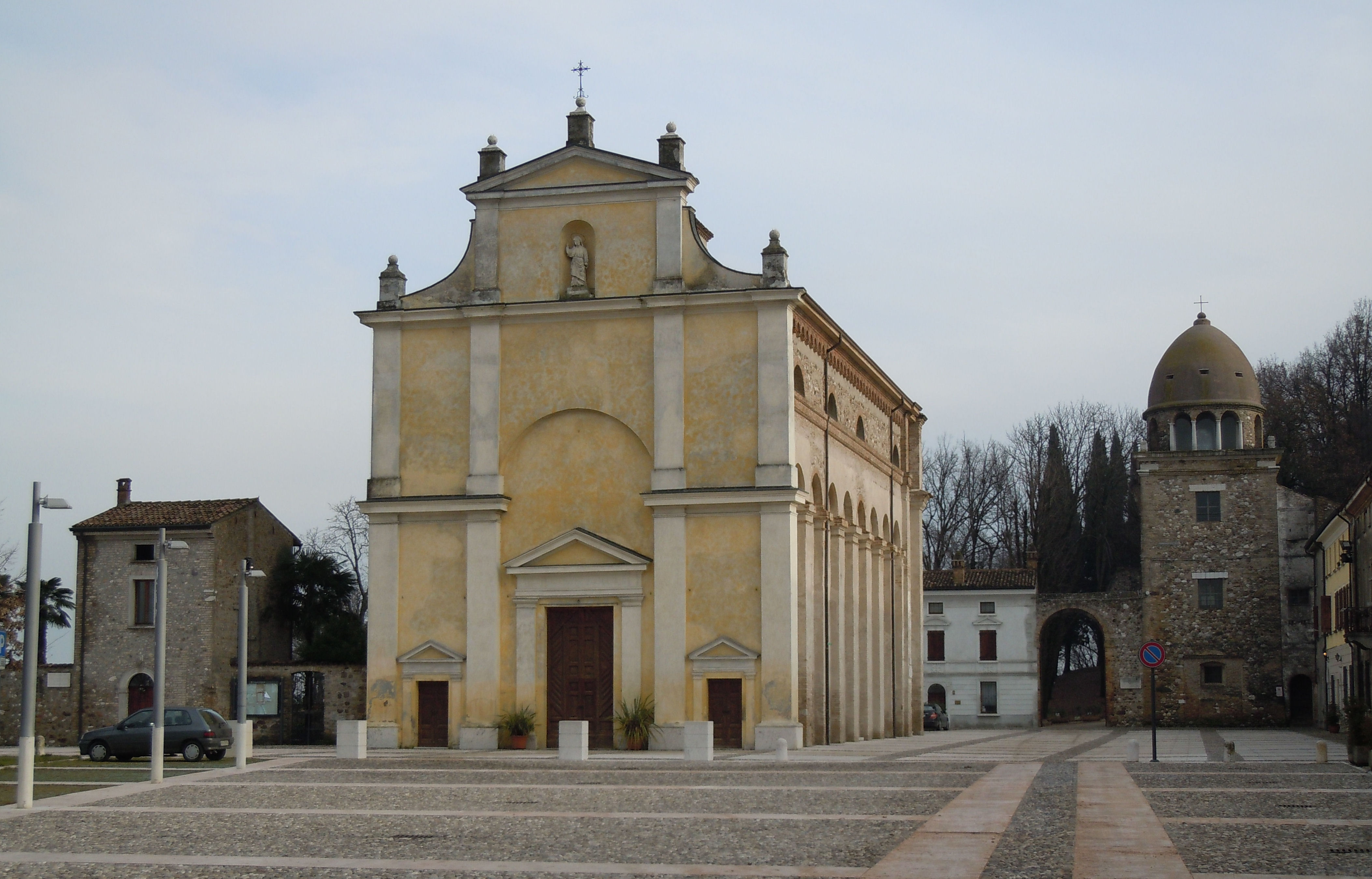
Solferino, piazza castello

Nella notte tra il 18 e il 19 agosto 1597, un gruppo di congiurati, capeggiati dal capitano Alessio Bertolotti, e prezzolati per abbattere il potere di Francesco Gonzaga, signore di Castiglione, penetrarono nel castello di Solferino e rapirono Marta Tana e l'ultimogenito Diego, allora solo quindicenne, con l'intento di utilizzarli per farsi aprire le porte di Castiglione e uccidere Francesco. Marta Tana rifiutò con fermezza di assecondare i loro piani contro il figlio Francesco. I congiurati uccisero quindi Diego con un colpo di archibugio e infierirono su Marta Tana con varie pugnalate. L'assalto al castello fallì e Marta Tana, dopo alcuni giorni di agonia, riuscì miracolosamente a salvarsi.
Marta Tana continuò negli anni successivi a esercitare un ruolo pacificatore all'interno dei dissidi tra i Gonzaga fino alla sua morte, avvenuta il 26 settembre 1605. In quei giorni Marta Tana era già al corrente della prossima beatificazione del primogenito Luigi, avvenuta da parte di papa Paolo V solo 24 giorni più tardi.
Fu sepolta inizialmente nel Convento di Santa Maria alle porte di Castiglione e successivamente, nel 1804, nel Duomo di Castiglione davanti all'altare maggiore.

## Discendenza
Da don Ferrante Gonzaga Marta ebbe diversi figli:
- Luigi il Santo (1568-1591);
- Rodolfo, marchese di Castiglione (1569-1593) e marito di Elena Aliprandi;
- Ferrante (1570-1577);
- Carlo (1572-1574);
- Isabella (1574-1589), damigella alla corte di Spagna;
- Francesco, marchese e poi principe di Castiglione (1577-1616);
- Cristierno, signore di Solferino (1580-1630);
- Diego (1582-1597)

## Ascendenza
|                   |                       |                                      | Genitori                                   |  |  | Nonni         |  |  | Bisnonni      |  |
|                   |                       |                                      |                                            |  |  | Ludovico Tana |  |  | Domenico Tana |  |
|                   |                       |                                      |                                            |  |  | Ludovico Tana |  |  | Domenico Tana |  |
|                   |                       | Maria dei signori di Romagnano       |                                            |  |  | Ludovico Tana |  |  |               |  |
| Baldassarre Tana  |                       |                                      |                                            |  |  | Ludovico Tana |  |  |               |  |
|                   |                       | Anna (Orsini) dei signori di Rivalta | Michele (Orsini) dei signori di Rivalta    |  |  |               |  |  |               |  |
|                   |                       | Anna (Orsini) dei signori di Rivalta | Michele (Orsini) dei signori di Rivalta    |  |  |               |  |  |               |  |
|                   |                       | Anna (Orsini) dei signori di Rivalta | Caterina dei conti di San Martino di Agliè |  |  |               |  |  |               |  |
| Marta Tana        |                       | Anna (Orsini) dei signori di Rivalta |                                            |  |  |               |  |  |               |  |
|                   | Girolamo della Rovere | Stefano della Rovere                 |                                            |  |  |               |  |  |               |  |
|                   | Girolamo della Rovere | Stefano della Rovere                 |                                            |  |  |               |  |  |               |  |
|                   | Girolamo della Rovere | Luchesia della Rovere                |                                            |  |  |               |  |  |               |  |
| Anna della Rovere | Girolamo della Rovere |                                      |                                            |  |  |               |  |  |               |  |
|                   |                       | Maria Pallavicini                    | Donino Pallavicini di Stupinigi            |  |  |               |  |  |               |  |
|                   |                       | Maria Pallavicini                    | Donino Pallavicini di Stupinigi            |  |  |               |  |  |               |  |
|                   |                       | Maria Pallavicini                    | Margherita ...                             |  |  |               |  |  |               |  |
|                   |                       | Maria Pallavicini                    |                                            |  |  |               |  |  |               |  |